# Ахетатон
Ахетатон („Хоризонта на Атон“) Тел Ел Амарна  или Амарна е град в Древен Египет. Построен е в края на 15 век пр.н.е. от фараона Аменхотеп IV (Ехнатон), който превръща Ахетатон в своя резиденция и столица на Египет вместо Тива, а така също и в център на въведения от него култ към бог Атон.
Сградите в Ахетатон са различни от строените в Египет дотогава, въпреки че почти няма запазили се, тъй като са били изградени от т.нар. talatat – стандартни каменни блокове с размери 27 на 27 на 54 см, които са използвани само през управлението на Аменхотп IV, по време на Амарнския период, а след смъртта му спират да бъдат използвани. По-късно блоковете от сградите на Ахетатон са използвани от Хоремхеб и Рамсес II като запълващ материал за колони или като основа на големи сгради.
Храмовете в Амарна се отличават от традиционните древноегипетски храмове по това, че са отворени – без тавани и врати. През първата половина на 14 век пр.н.е., при фараона Хоремхеб, който окончателно премахва култа към бог Атон, започва унищожаването на изоставения вече град.
Амарна съществува като град за кратък период от време, около дванадесет години. Това включва управлението на Ехнатон и около три години управление на Тутанкамон. Това е бил период на голяма интелектуална дейност, забележителни иновации и изключителна свобода, която се проявява в различните форми на изкуството и в разпространението на малкия бизнес. Космополитната, динамична и креативна Амарна, представлява уникален момент от историята на древен Египет.
Главните сгради на Амарна лежали от двете страни на Кралския път, като най-големите от тях били Великият храм на Атона и напълно откритото главно светилище. Близо до Великия храм се намирали дворецът и скромната резиденция на кралското семейство. Жилищата в Амарна са били изработени от печена кална тухла, а стените, подовете и таваните на много от стаите са били боядисани в оживен натуралистичен стил. Всяка голяма къща имала светилище изобразяващо Ехнатон в привързаната прегръдка на семейството си.
Къщите на благородниците в Амарна имали само един етаж, покривът на централната всекидневна, обикновено е бил по-висок от останалата част на къщата, позволявайки по този начин осветление и вентилация. Работниците са живели в прости редови къщи. Сред другите големи археологически находки са портретни бюстове на кралица Нефертити в къщата на скулптора Тутмос.
Гробницата на Ехнатон и семейството му, разположена източно от града, съдържа безпрецедентна сцена на кралското семейство в траур за смъртта на принцесата Мекетатен, която е погребана там. Разкопките през 1890-те и края на 70-те години дават фрагменти от умишлено разбития саркофаг на Ехнатон.
За първи път в историята на Египет, ние виждаме в Амарна, стели и рисунки в гробници, където цялото семейство – Ехнатон, Нефертити, Тий и децата им да вечерят заедно. Никъде другаде не може да се види царя и царицата да играят с децата си.
- Върхът на граничната стела – Амарна, Туна ел-Гебел, Египет
- Амарна
- Амарна. Борбата на народите – Египет, Сирия и Асирия
- Амарна
- Останки от боядисана гипсова настилка от двореца на Ехнатон в Амарна. Египетски музей, Кайро.
- Амарна – „Зелената стая“ в Северния дворец.